# سیاهرگ پیشانی
سیاهرگ پیشانی  یا ورید فرونتال (frontal vein) که سیاهرگ بالاقرقره‌ای (supratrochlear) هم نامیده می‌شود، در یک شبکه سیاهرگی از پیشانی شروع می‌شود و با شاخه‌های پیشانی سیاهرگ گیجگاهی سطحی ارتباط برقرار می‌کند. این سیاهرگ‌ها همگرا می‌شوند و یک تنه منفرد را تشکیل می‌دهند که به موازات رگ سمت مقابل نزدیک خط میانی پیشانی به سمت پایین می‌رود. این دو سیاهرگ در ریشه بینی توسط یک شاخه عرضی به نام قوس بینی به هم متصل می‌شوند که تعدادی سیاهرگ کوچک از پشت بینی دریافت می‌کند. در ریشه بینی سیاهرگ‌ها از هم جدا می‌شوند و هر کدام در زاویه میانی چشمخانه به سیاهرگ بالاچشمخانه‌ای می‌پیوندند و سیاهرگ زاویه ای را تشکیل می‌دهند. گاهی سیاهرگ‌های پیشانی به هم می‌پیوندند و یک تنه را تشکیل می‌دهند که در ریشه بینی به دو سیاهرگ زاویه‌دار تقسیم می‌شود.